# Wilna Saavedra
Wilna Yolanda Saavedra Cortés (Victoria, 8 de junio de 1930 - Santiago, 17 de julio de 2011), fue una asistente social y política chilena, militante del Partido Demócrata Cristiano de Chile. Fue diputada en tres ocasiones (1965-1969, 1969-1973 y 1973-1977), y ejerció como embajadora del Estado de Chile en Panamá y Honduras.
En 1957 se inscribió en el Partido Demócrata Cristiano, en el que desempeñó las funciones de directora provincial del Primer Distrito en 1962.

## Historial electoral

### Elecciones parlamentarias de 1969
- Elecciones parlamentarias de 1969 para la 7ª Agrupación Departamental, Santiago.[3]

(Se consideran solo diez primeras mayorías, sobre 18 diputados electos)

### Elecciones parlamentarias de 1973
- Elecciones parlamentarias de 1973 para la 7ª Agrupación Departamental, Santiago.[4]

### Elecciones parlamentarias de 1989
- Elecciones parlamentarias de 1989, La Florida[5]